# Восточные ворота (Делфт)
Восточные ворота (нидерл. Oostpoort) в Делфте (Нидерланды), пример североевропейского архитектурного стиля кирпичной готики, были выстроены около 1400 года в линии городских укреплений. Около 1510 года башни ворот были надстроены дополнительным восьмиугольным этажом и высокими шпилями. Это единственные сохранившиеся в Делфте городские ворота, остальные были снесены в XIX в. В настоящее время сооружение служит художественной галереей и частной резиденцией.